# 데살로니카의 아리스다르코

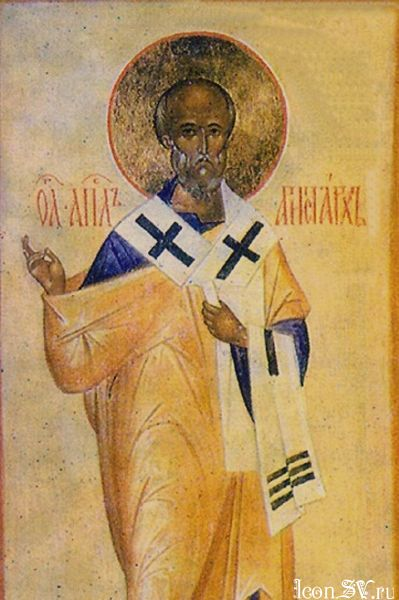
기독교 순교자인 데살로니카의 아리스타르코

아리스다르코(공동번역), 아리스타르코스(가톨릭), 아리스다고(개신교)(고대 그리스어: Ἀρίσταρχος Aristarkhos)는 "데살로니카 출신인 마케도니아 사람"(사도행전 27장 2절)으로, 신약성경의 등장인물이다. 그는 사도 바울로의 로마 여정에 함께였으며, 또다른 마케도니아 사람 가이오와 함께 에페소스의 성난 군중들에게 붙잡혀 극장으로 끌려간(사도행전 19장 29절) 사람이다. 이후 아리스다르코는 바울로와 함께 그리스에서 아시아 속주로 돌아왔으며(사도행전 20장 4절), 가이사리아에서는 바울로와 함께 아드라미티움에서 승선하여 리키아의 미라 항구에 도착한다(사도행전 27장 2절). 그러나 그가 거기서 로마까지 바울로와 함께 했는지는 등장하지 않는다. 아리스다르코는 바울로에 의해 골로새서 4장 10절에서는 "나와 함께 갇혀"있다고 언급되고, 빌레몬서 1장 24절에서는 "동료"로 언급된다.
동방 정교회와 동방 가톨릭교회의 전승에서 아리스다르코는 70인의 제자로 인정되며, 아파메아의 주교라고 전해져온다. 그는 기독교 순교자로서 1월 4일, 4월 14일, 9월 27일에 기념되며, 로마 가톨릭교회의 순교록에서는 8월 4일로 언급된다.
아리스다르코의 아버지 아리스다르코는 데살로니카의 폴리타르크로 기원전 39/38년경에 근무한 것으로 전해지는데, 본문의 인물 아리스다르코와 동일인물일 가능성도 존재한다.